# Nakladatelství Pasparta
Nakladatelství Pasparta Publishing, s.r.o. se zaměřuje na vydávání odborných publikací z oblastí pedagogiky, speciální pedagogiky a psychologie. Vydává tituly, které zájemcům přinášejí informace a know-how použitelné v praxi, knihy pro děti (např. speciální piktogramové knihy a pracovní listy) ibeletrii. Nakladatelství vedle vydávání knih pro různé cílové skupiny (pedagogové, asistenti pedagoga, psychologové a další odborníci, rodinní příslušníci lidí s hendikepem i tito lidé samotní) připravuje také didaktické pomůcky a pořádá různé vzdělávací akce.
Cílem a posláním nakladatelství je prostřednictvím všech aktivit zlepšovat každodenní život dětí a lidí s hendikepem. Jejich rodinným příslušníkům a odborníkům, kteří s nimi pracují, pak poskytuje v praxi tolik potřebné informace a návody, jak v každodenním životě při řešení různých problémů postupovat. Nakladatelství dbá na to, aby všechny informace byly vědecky ověřené a v praxi vyzkoušené.
Nakladatelství také funguje jako sociální podnik, který vytváří kvalifikované pracovní pozice pro lidi s autismem.
Aktuálně má v nabídce více než 100 knižních titulů a didaktických pomůcek.